# 汤姆·哈普尔

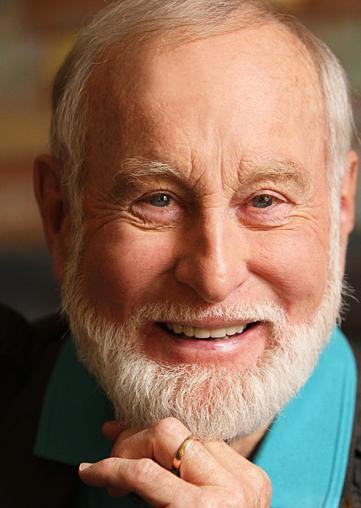
汤姆·哈普尔

汤姆·哈普尔牧师（1929年4月24日—2017年1月2日），是一名加拿大作家、广播员、记者、专栏作家和神学家。他被任命为圣公会牧师。
他是众所周知的基督神话理论的学者。他相信耶稣并不存在，只是一个虚构的神话人物。他写过许多书，包括《看在上帝的份上》(1993)、《死后的生命》(1996)和《异教徒基督》(2004)。2017年1月2日，去世。